# A909 road
Die A909 road ist eine A-Straße in der schottischen Council Area Fife.

## Verlauf
Die Straße beginnt als Fortsetzung der B914 auf einer Brücke oberhalb der M90. Sie führt in nordöstliche Richtung und erreicht die Ortschaft Kelty. Dort bildet sie eine der Hauptverkehrsstraßen und kreuzt die B917. Am Ostrand von Kelty nimmt die Straße an einem Kreisverkehr die aus Kinross kommende B996 auf und knickt nach Südosten ab. Zwischen Kelty und Cowdenbeath quert die A909 den Lochfitty Burn. Sie bildet die Nord-Süd-Achse durch Cowdenbeath und wird dort über einen Kilometer zusammen mit der B981 (Kirkcaldy–Inverkeithing) geführt.
Cowdenbeath in südöstlicher Richtung verlassend quert die A909 die A92 (Dunfermline–Stonehaven). Sie führt durch eine dünnbesiedelte Region von Fife, wo sie die B925 und die B9157 kreuzt. Rund acht Kilometer südöstlich von Cowdenbeath erreicht die A909 den Küstenort Burntisland. Dort mündet sie an einem Kreisverkehr im Zentrum nach einer Gesamtstrecke von 15,3 km in die A921 ein, welche die Ortschaften an der Nordküste des Firth of Forth zwischen Kirkcaldy und Rosyth verbindet.